# Marijke Ferguson
Marijke Ferguson (Buitenzorg, Nederlands-Indië, 1 november 1927 – 29 november 2024) was een Nederlands musicienne, radioprogrammamaker en radiopresentator.

## Levensloop
Ze was dochter van Thomas Willem Ferguson, employé van de Koninklijke Paketvaart Maatschappij en pianiste Maja Kwast (1902-1990). Maja Kwasts broer Gerrit Kwast was violist. Op 17 augustus 1950 trouwde Marijke Ferguson met haar leermeester Kees Otten. Hun zoon Willem Jan Otten werd schrijver, zoon Michiel Otten was geluidstechnicus en kunstschilder.
Vader speelde als amateur viool, moeder kon goed piano spelen met diverse optredens in Nederland en Nederlands-Indië. Ze zou eigenlijk in Singapore geboren worden, maar een heersende kraamvrouwenkoorts deed het aanstaande gezin uitwijken naar Buitenzorg.
Ferguson groeide op in Nederlands-Indië. Ze hoorde thuis regelmatig muziek van Franz Schubert, terwijl buiten de Indische volksmuziek overheerste. Ze moest een deel van de Tweede Wereldoorlog onder de Japanse bezetting doorbrengen in het Kamp Tjideng. Een middelbare schoolopleiding kon ze door die oorlog wel vergeten. Ze had al wat muzieklessen gekregen van haar moeder, maar leerde in het kamp de suling, een Indonesische fluit, te bespelen. In 1946 kwam ze in Amsterdam te wonen en studeerde vervolgens aan de Rijksakademie van beeldende kunsten (als voortzetting van de tekenlessen die ze in het kamp gevolgd had bij Bep Rietveld) en aan het Muzieklyceum Amsterdam. In vervolg op het bespelen van de suling wilde ze aan die laatste instelling blokfluit studeren, maar dat werd afgehouden omdat toen (nog) minderwaardig over dat muziekinstrument werd gedacht. Ze kon aan dat lyceum wel terecht bij blokfluitist Kees Otten. Vanaf 1949 was het duo op de Nederlandse muziekpodia te vinden. Daarnaast probeerde ze de harp te leren bespelen. Zij volgde aanvullende cursussen bij Gustav Leonhardt, waarbij ze langzaam doordrongen raakte van versieringstechnieken en musicologisch onderzoek. Een basisopleiding daartoe ontbrak echter. Via Otten raakte ze in de ban van historische instrumenten en uitvoeringspraktijk. Bovendien kwam er in de loop der jaren meer waardering voor blokfluitmuziek. Dit leidde onder andere tot een blokfluitkwartet met Ferguson, Otten, Frans Brüggen en Frans Douwes. Het kwartet wilde vroege muziek spelen geschreven voor de blokfluit, maar kreeg ook interesse voor blokfluitmuziek uit de hedendaagse klassieke muziek. 
Een uitvoering in 1951 van Safford Cape in het Concertgebouw wakkerde de interesse voor middeleeuwse muziek en renaissancemuziek aan. Samen met Otten kreeg ze Muziekkring Obrecht van de grond. Door de gevarieerde samenstelling (Joannes Collette, Folly Collette, Hans van den Hombergh, Antoinette van den Hombergh, Otten, Ferguson) kon multidisciplinair opgetreden worden. Met de echtscheiding binnen het huwelijk Otten en Ferguson strandde het ensemble in 1961. Ferguson vertrok met haar twee kinderen naar Laren (Noord-Holland). Lang stilzitten was er niet bij: de NCRV wilde muziek bij een serie hoorspelen van cultuurhistoricus Cornelis Rijnsdorp onder de titel Adam, wie zijt gij?, over “mentaliteitsgeschiedenis” van de oude Grieken tot de Verlichting. Er werd naar gestreefd de begeleidende muziek aan te passen aan het te behandelen tijdvak. Het mondde onder initiatief van Ferguson uit in Studio Laren. De pers was niet altijd lovend, mede doordat elke uitvoering eigenlijk een première was, deels voortkomend uit de wens van Ferguson naar steeds nieuwe dingen. In die periode bleven uitvoeringen niet beperkt tot muziek alleen, want samen met danser Conrad van de Wetering startte ze onder invloed van Julia Sutton aan de dansopleiding in het Shaffy-theater.
Ferguson werkte 26 jaar voor de Nederlandse Omroep Stichting (Ars Musica; 1993 met pensioen) en aansluitend de Concertzender (Radio Muziek-essay en Antiqua versus Nova). Bovendien gaf ze dertig jaar les aan het Conservatorium van Amsterdam en organiseerde Verhalenkelder Brandaan in de Vinkenstraat.
- Digitale Bibliotheek voor de Nederlandse Letteren: ferg004
- Gemeinsame Normdatei: 1020176903
- International Standard Name Identifier: 0000 0000 3530 1939
- Library of Congress Control Number: n95019225
- Nederlandse Thesaurus van Auteursnamen: 073565113
- Virtual International Authority File: 26305618
- WorldCat: E39PCjwRKjRF8Jm3kxPQwCBy7d